# Capraia e Limite
Capraia e Limite település Olaszországban, Toszkána régióban, Firenze megyében. Lakosainak száma 7870 fő (2023. január 1.). Capraia e Limite Carmignano, Empoli, Montelupo Fiorentino és Vinci községekkel határos.

## Népesség
A település népességének változása:
| Lakosok száma | 7579 | 7782 | 7870 |
|               | 2013 | 2018 | 2023 |